# Андол (Рибница)
Андол (словен. Andol) је насељено место у општини Рибница, регија Југоисточна Словенија, Словенија.

## Историја
До територијалне реорганизације у Словенији био је у саставу старе општине Рибница.

## Становништво
У попису становништва из 2011. године, Андол је имао 17 становника.
| Број становника према пописима | Број становника према пописима | Број становника према пописима |
| ------------------------------ | ------------------------------ | ------------------------------ |
| 1991                           | 2002                           | 2011                           |
| 13                             | 14                             | 17                             |

### Национални састав
| Андол                         | Андол                         | Андол                       |
| ----------------------------- | ----------------------------- | --------------------------- |
| 1961                          | 1971                          | 1981                        |
| укупно: 18 Словенци 18 (100%) | укупно: 14 Словенци 14 (100%) | укупно: 9 Словенци 9 (100%) |